# Elizabeth Towne
Elizabeth Towne (Oregon, 11 maggio 1865 – 1º giugno 1960) è stata un'editrice e scrittrice statunitense di spicco nell'ambito dei movimenti del New Thought e dell'auto-aiuto.
Sia lei che il suo secondo marito, William E. Towne, furono per molti anni membri dell'International New Thought Alliance, all'interno della quale ricoprirono diverse cariche (la Towne in particolare ne fu presidentessa nel 1924).
La Towne fu la fondatrice e l'editrice della rivista Nautilus, che rivestì grande importanza nel movimento del New Thought dal 1889 fino al 1953, quando ne chiuse la pubblicazione a causa dell'età avanzata. Fu anche alla guida della casa editrice Elizabeth Towne Company, che pubblicò numerosi libri sul New Thought e manuali di auto-aiuto e di crescita personale, sia scritti da lei stessa che da altri autori (tra i quali William Walker Atkinson, Kate Atkinson Boehme e Wallace Wattles, solo per citarne alcuni).
Il frontespizio della sua opera più nota, Life Power and How to Use it, appare nella sequenza di apertura del film The Secret (2006), che riprende e ripropone molte delle idee proprie del New Thought che la Towne promosse nella prima metà del '900 insieme ad autori come Atkinson e Wallace.

## Opere
Oltre ai molti articoli ed editoriali apparsi nel corso dei 55 anni di storia della rivista Nautilus, Elizabeth Towne ha scritto anche vari libri:
- Experiences in Self-Healing
- Fifteen Lessons in New Thought or Lessons in Living
- Happiness And Marriage
- Health Through New Thought and Fasting (in collaborazione con Wallace Wattles)
- How to Grow Success
- How to Use New Thought in Home Life
- Lessons in Living
- The Life Power and How to Use It
- Joy Philosophy
- Just How to Concentrate
- Just How to Cook Meals Without Meat
- Just How to Train Children and Parents
- Just How to Wake the Solar Plexus Elizabeth Towne Co. 1906.; repr. 1926.
- Practical Methods for Self-Development: Spiritual, Mental, Physical
- You and Your Forces
- Your Character (ristampato come How to Read Character)